# Janovík
Janovík es un municipio del distrito de Prešov en la región de Prešov, Eslovaquia, con una población estimada a final del año 2024 de 453 habitantes.
Se encuentra ubicado en el centro-sur de la región, en el valle del río Torysa (cuenca hidrográfica del río Tisza) y cerca de la frontera con la región de Košice.

## Demografía
| Año        | 1994 | 2004    | 2014 | 2024     |
| ---------- | ---- | ------- | ---- | -------- |
| Población  | 305  | 290     | 290  | 453      |
| Diferencia |      | −4,91 % | +0 % | +56,20 % |

| Año        | 2023 | 2024    |
| ---------- | ---- | ------- |
| Población  | 437  | 453     |
| Diferencia |      | +3,66 % |